# Metallophyt
Metallophyten – auch Chalkophyten oder (wohl wörtlich übersetzt) Erzpflanzen und je nach Sichtweise auch Schwermetallpflanzen oder Metall-(An)Zeigerpflanzen genannt – sind Pflanzen, die in der Lage sind, größere Mengen bestimmter Schwermetalle einzulagern oder auch anzureichern ([zu] akkumulieren, daher auch Akkumulator-Pflanzen oder – in besonderen Fällen – gar Hyperakkumulator-Pflanzen genannt). Als Schwermetallzeiger haben sie eine besondere Bedeutung, da sie Standorte mit hoher Schwermetallbelastung (z. B. Bergbau-Halden) kennzeichnen. Metallophyten vertragen oft solche Konzentrationen an Schwermetallen wie Blei, Cadmium oder Zink, die auf andere Lebewesen längst giftig wirken. Metallophyten, insbesondere solche mit hoher Zink-Verträglichkeit, werden auch Galmeipflanzen genannt.

## Beispiele
Beispiele für Metallophyten sind:
- das Gelbe und das Blaue Galmeiveilchen und andere Galmeipflanzen
- das Gebirgs-Hellerkraut – kann Nickel anreichern[4]
- das Gösing-Täschelkraut und die Hallersche Schaumkresse – können Blei, Cadmium, Nickel und Zink anreichern
- Nickelbäume
  - Der Nickelbaum (Pycnandra acuminata) in Neu-Kaledonien[5][6]
  - Versch. Bäume der Phyllanthaceae und andere aus Borneo
- das Rohrglanzgras – kann Germanium anreichern[7]
- das Taubenkropf-Leimkraut – kann[8] nicht näher genannte Schwermetalle anreichern
- der Teestrauch – kann Aluminium anreichern[3]

## Einzelbelege und Anmerkungen
1. ↑  Vegetation Mitteleuropas mit den Alpen: in ökologischer, dynamischer und historischer Sicht – 6. Auflage, (ursprünglich von Heinz Ellenberg und) überarbeitet von Christoph Leuschner, veröffentlicht über den Verlag Eugen Ulmer (in Stuttgart), 2010, ISBN 978-3-8252-8104-5; auf Seite 1051 u. a. mit „[…] diese werden als Schwermetallpflanzen oder Metallophyten (Chalkophyten = Erzpflanzen) bezeichnet.“
2. ↑  Schwermetallpflanzen – Lexikon der Geowissenschaften, Spektrum Akademischer Verlag, Heidelberg, 2000
3. 1 2  Akkumulatorpflanze – Lexikon der Geowissenschaften, Spektrum Akademischer Verlag, Heidelberg, 2001
4. ↑  Metall-Ernte durch Phytomining: Diese Pflanzen sind echte Heavy-Metal-Fans – BR-Wissen, am 1.3.2018; dort mit: „Vor über vierzig Jahren entdeckte der britische Biologe Alan Baker, dass das Gebirgs-Hellerkraut große Mengen an Nickel enthält - ….“
5. ↑  Phytomining: Der Schatz im Unkraut – SZ, am 6.9.2017; dort u. a. mit: „Die Art Pycnandra acuminata aus Neu-Kaledonien etwa enthält einen Zellsaft mit einem Nickelgehalt von 25 Prozent und einer kräftig türkisen Farbe. Fast ebenso metallreich sind die Nickelbäume der Insel Borneo.“
6. ↑  Grüne Giftschlucker: Pycnandra acuminata nimmt Schwermetall auf – Beitrag in Nano, am 22. Juni 2017, u. a. mit „Der Busch […] aus Neukaledonien kann Nickel aus dem Boden ziehen. Wissenschaftler Antony van der Ent erforscht Pflanzen mit solchen bizarren Fähigkeiten.“ und (etwa ab der 33. Sekunde) mit „Hier haben wir ein wirklich großes Exemplar, einer Art namens ‚Pycnandra acuminata‘. Dieser Baum ist berühmt für seinen blaugrünen Pflanzensaft, der 25 Prozent Nickel enthält.“
7. ↑  Phytomining: Wenn die Metalle für Technik vom Acker kommen – Golem, am 8. September 2017; u. a. mit „Mehr Germanium im Rohrglanzgras“
8. ↑  wohl nur bestimmte Ökotypen des Taubenkropf-Leimkrautes (wie Silene vulgaris) und auch sogenannter Schwermetallrasen